# Glen Tilt

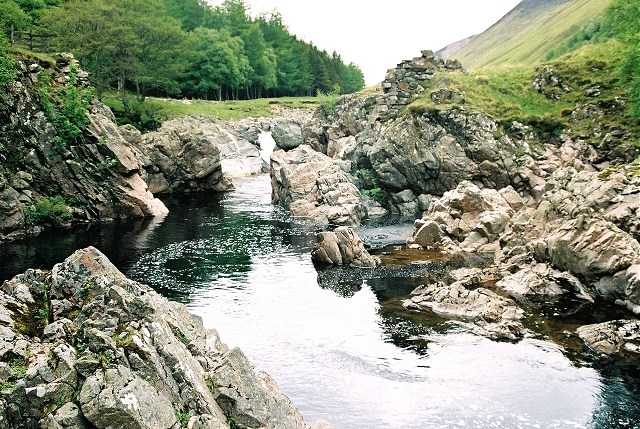
Sitio de Hutton. Vista desde el puente que ocupa el lugar que utilizó para cruzar el río James Hutton, donde encontró la evidencia que estaba buscando, granito fundido había penetrado en los estratos de roca.

Glen Tilt, que en gaélico escocés se dice Gleann Teilt, es un valle en el extremo norte de Perthshire, Escocia. A partir de los límites de Aberdeenshire, sigue dirección suroeste, con excepción de los últimos 6 kilómetros, cuando toma rumbo sur hasta Blair Atholl. En toda su longitud se encuentra regado por el río Tilt, que se vierte en el Garry después de un curso de 21 kilómetros, y recibe por la derecha al Tarf, que forma algunas hermosas cascadas justo antes de la confluencia, y a la izquierda del Fence, que tiene también algunos buenos saltos. El intento de George Murray, sexto duque de Atholl de cerrar el glen lal público fue impugnada con éxito por la Scottish Rights of Way Society (Sociedad escocesa para los Derechos de Paso). El enorme complejo montañoso de Beinn a' Ghlò y sus tres munros, Carn nan Gabhar (1129 m), Braigh Coire Chruinn-bhalgain (1070 m) y Carn Liath (975 m) dominan la mitad oriental inferior del valle.
En ocasiones se ha extraído mármol de buena calidad en el valle, y las formaciones rocosas ha atraído la atención de los geólogos. Uno de los primeros fue James Hutton, que visitó el valle en 1785 y se encontró con esquistos, rocas metamórficas, con granito penetrante, de manera que indicaba que el granito había sido fundido en el momento y que era posterior al esquisto. Esto demostraba que el granito había sido formado a partir del enfriamiento de rocas fundidas, lo que contradedía las ideas del neptunismo, vigente en ese momento y que establecía como teoría de la formación de las rocas la precipitación fuera del agua. Hutton llegó a la conclusión de que el granito debió ser más reciente que los esquistos. Este fue uno de los hallazgos que le llevó a desarrollar su teoría del plutonismo y el concepto de una inmensamente larga escala de tiempo geológico expresado en la frase: «sin vestigios de un comienzo, sin ninguna perspectiva de un fin».